# Линкеј (Египтов син)
Линкеј (грч. Λυγκεύς) је у грчкој митологији био један од Египтида, Египтових синова.

## Митологија
Био је син Египта и Аргифије и муж Данаиде Хипермнестре, са којом је имао сина Абанта. Био је краљ Аргоса у време када се тај град звао по њему. Када су Данаиде прве брачне ноћи поубијале своје мужеве Египтиде, Хипермнестра је поштедела свога супруга јер је он испоштовао њено девичанство. Међутим, сви аутори не наводе исти разлог зашто је она тако поступила. Данај је у прво време држао непослушну кћерку у строгом заточеништву, али је коначно попустио и одобрио Линкеја, који га је наследио на престолу. Према једној причи, Хипермнестра је помогла свом мужу да побегне у Лиркеју (или Линкеју) и одатле је дао знак бакљом да је безбедно стигао, а она му је одговорила на исти начин из тврђаве у Аргосу. Због тога су, према Паусанији, Аргивци сваке године одржавали фестивал са бакљама. Када је Линкеј добио вести о Данајевој смрти од свог сина Абанта, дао је свом сину штит његовог деде Данаја, који је био посвећен Херином храму и успоставио је игре у част ове богиње, у којима је, према Хигину, победник као награду добијао штит. Према неким ауторима, како би осветио своју браћу, Линкеј је побио и Линкеја и све његове кћерке. Постоји и прича према којој је он заправо измирио свог оца и стрица. Према Паусанији и Хигину, у Аргосу су Линкеј и његова супруга поштовани као хероји који су имали заједничку гробницу и она је приказивана недалеко од олтара Зевса Фиксија. Њихове статуе су стајале у храму на Делфима, као поклон Аргиваца.